# Zagaj (województwo kujawsko-pomorskie)
Zagaj – wieś w Polsce, położona w województwie kujawsko-pomorskim, na Kujawach, powiecie radziejowskim, w gminie Osięciny.
Do 1 stycznia 2023 była kolonią wsi Osięciny.
W latach 1975–1998 wieś administracyjnie należała do województwa włocławskiego.